# Konaruto (most)
Visutý most Konaruto (Konaruto Ó-haši nebo Konarutobaši) spojuje městské čtvrti Naruto-čó Tosadomariura (na ostrově Šikoku) a Muya-čó Ókuwadžima (na ostrově Ógedžima) v městě Naruto v prefektuře Tokušima. Most je součástí dvouproudé tokušimské prefekturální silnice č. 11, která navazuje na dálnici Kóbe-Awadži-Naruto.
Stavba mostu začala v roce 1959, otevřen byl v červenci roku 1961. Původně byla silnice na mostě kvůli vysokým nákladům na výstavbu zpoplatněna, v roce 1977 po zaplacení nákladů se však mýtné zrušilo.
Rozpětí hlavního pole mostu měří 160 m, celková délka mostu je 441,4 m a výška pylonů mostu je 23,5 m. Most má tři páry pylonů, přičemž prostřední z nich leží na ostrově Nabešima (jap. 鍋島).
Most se klene přes průliv Konaruto.